# Severinus (Papst)
Severinus († 2. August 640) war Papst von 638 bis zu seinem Tod.

## Leben

### Herkunft
Severinus entstammte einer römischen Familie, sein Vater war ein gewisser Abienus.

### Pontifikat
638 wurde er am dritten Tage nach dem Tode seines Vorgängers Honorius I. zum Papst gewählt. Die nach Konstantinopel gesandten Boten, die die Bestätigung seiner Wahl einholen sollten, wurden jedoch zunächst abgewiesen. Der Streitpunkt war die Ekthesis (ἔκθεσις), ein monotheletisches Glaubensbekenntnis, dem eine von Patriarch Sergios I. entworfene Formulierung zugrunde lag. Kaiser Herakleios hatte von Severinus verlangt, die Ekthesis zu unterzeichnen, was Severinus verweigerte. Severinus blieb fast zwei Jahre lang der Zugang zu seinem Amtssitz verwehrt. Erst am 28. Mai 640 konnte er dort sein Pontifikat antreten. Er starb jedoch bereits kurze Zeit darauf.